# Sant Andreu de la Barca
Sant Andreu de la Barca (spanisch: San Andrés de la Barca) ist eine katalanische Stadt in der Provinz Barcelona im Nordosten Spaniens. Sie liegt in der Comarca Baix Llobregat und gehört zur Metropolregion Àrea Metropolitana de Barcelona.

## Städtepartnerschaft
- Alcolea del Río (Region Andalusien) seit 1. Mai 1999

Die bestehende Partnerschaft zur Gemeinde Alcolea del Río begründet sich aus dem hohen Anteil an Einwanderern aus der andalusischen Gemeinde über Generationen seit Mitte des 20. Jahrhunderts.